# Реальмонте
Реальмонте (итал. Realmonte) — коммуна в Италии, располагается в регионе Сицилия, подчиняется административному центру Агридженто.
Население составляет 4419 человек, плотность населения составляет 221 чел./км². Занимает площадь 20 км². Почтовый индекс — 92010. Телефонный код — 0922.